# Kalpaki
Kalpaki  este un oraș în Grecia în prefectura Ioannina.